# 957年
| 千纪： | 1千纪 |
| 世纪： | 9世纪 \| 10世纪 \| 11世纪 |
| 年代： | 920年代 \| 930年代 \| 940年代 \| 950年代 \| 960年代 \| 970年代 \| 980年代                                                                                                  |
| 年份： | 952年 \| 953年 \| 954年 \| 955年 \| 956年 \| 957年 \| 958年 \| 959年 \| 960年 \| 961年 \| 962年                                                                            |
| 纪年： | 丁巳年（蛇年）；于阗同慶四十六年；辽應曆七年；南汉乾和十五年；后蜀广政二十年；南唐保大十五年；北汉天会元年；后周（吴越、荆南）显德四年；大理廣德五年；日本天曆十一年，天德元年 |

## 大事记
- 後周世宗第二次親征南唐，攻克壽州，但很快又撤兵回到北方。
- 後周世宗第三次親征南唐，肅清南唐在淮河上的軍力。
- 基輔羅斯攝政奧麗加前往拜占庭帝國帝都君士坦丁堡。她在那裡受洗成為一名基督教徒，並得到一個基督教名字葉蓮娜。

## 逝世
- 劉仁贍，五代十國時期南唐大將，任清淮軍節度使，鎮壽州。